# Benoît Lamy
Benoît Lamy (Aarlen, 19 september 1945 - Eigenbrakel, 15 april 2008) was een Waals-Belgisch filmregisseur.
Lamy studeerde aan het Institut des arts de diffusion (I.A.D.), waar hij ook leraar was. Hij werkte in de jaren 70 voor de Belgische televisie en in 1973 verscheen zijn eerste film Home Sweet Home met Claude Jade.
Later stichtte hij zijn eigen filmmaatschappij Lamy Films, waarmee hij films, documentaires en reclamefilms maakte.
Hij werd op 15 april 2008 gedood door zijn vriend Perceval Ceulemans met wie hij samenwoonde.

## Films
- 1973: Home Sweet Home met Claude Jade
- 1977: Jambon d'Ardenne met Annie Girardot en Ann Petersen
- 1987: La vie est belle met Papa Wemba
- 1997: Combat de fauves met Richard Bohringer